# Оттенс, Лодевейк Фредерик
Ло́девейк Фре́дерик О́ттенс (нидерл. Lodewijk Frederik Ottens; 21 июня 1926 Беллингволде, Гронинген, Нидерланды — 6 марта 2021 дер. Дуйзел, Северный Брабант, Нидерланды), более известный как Лу Оттенс (нидерл. Lou Ottens) — нидерландский инженер и изобретатель, топ-менеджер компании Philips.

## Ранние годы
С юных лет интересовался техникой. Во время Второй мировой войны собрал приёмник, с помощью которого тайно слушал передачи запрещённого оккупационными властями Radio Oranje. Радио было снабжено антенной, способной преодолевать немецкие помехи.
После войны изучал машиностроение в Делфтском техническом университете. В течение трёх лет работал на полставки на фабрике в должности чертёжника. В 1952 году получил степень инженера.

## Карьера
С 1952 года работал в компании Philips. Трудовую деятельность начал в отделе механизации «Главной промышленной группы «Приборы»" в Эйндховене. В 1957 году был переведён на фабрику в бельгийский город Хасселт, открытую двумя годами ранее. Предприятие на тот момент выпускало различные проигрыватели для пластинок, катушечные магнитофоны и громкоговорители и насчитывало почти полторы тысячи сотрудников.

### Глава отдела разработки на предприятии Philips Hasselt (1960—1969)
В 1960 году Оттенс стал главой отдела разработки новых продуктов в Хасселте. Под его руководством был разработан EL 3585, первый портативный магнитофон Philips (было продано более 1 млн экземпляров этой модели). В то время у компании было три завода по производству магнитофонов. В Эйндховене производилось оборудование для профессионального рынка, большие дорогие магнитофоны для потребительского рынка выпускались в Вене, а Хасселт сосредоточился на выпуске более дешёвых и меньших по размеру приборов.
Все магнитофоны того времени были катушечного типа. Они записывали и воспроизводили звук при помощи магнитной ленты, намотанной на катушку. При установке на магнитофон ленту вручную протягивали через магнитную головку ко второму барабану и обматывали вокруг него несколько раз для фиксации. Чтобы упростить столь громоздкую процедуру, отдельные компании занялись разработкой аудиокассеты, своего рода, «чёрного ящика», внутрь которого были спрятаны катушки.

#### Компакт-кассета

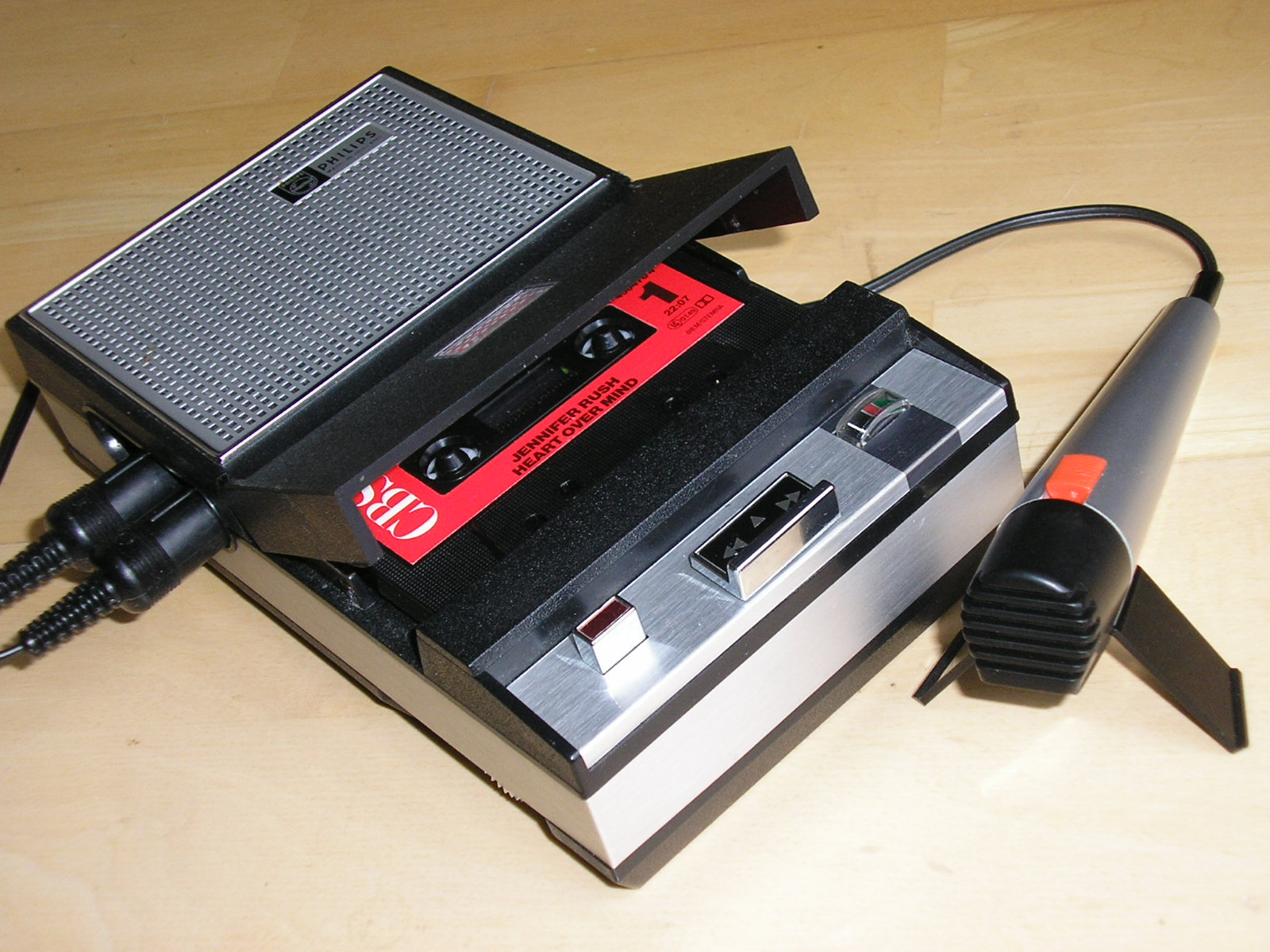
Портативный кассетный магнитофон Philips EL 3302 (1968).

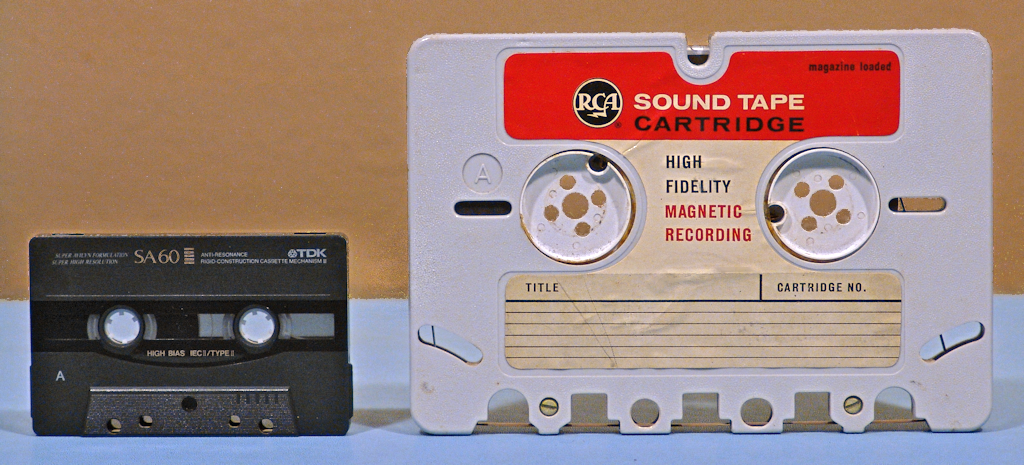
Компакт-кассета, выпущенная TDK, и кассета RCA.

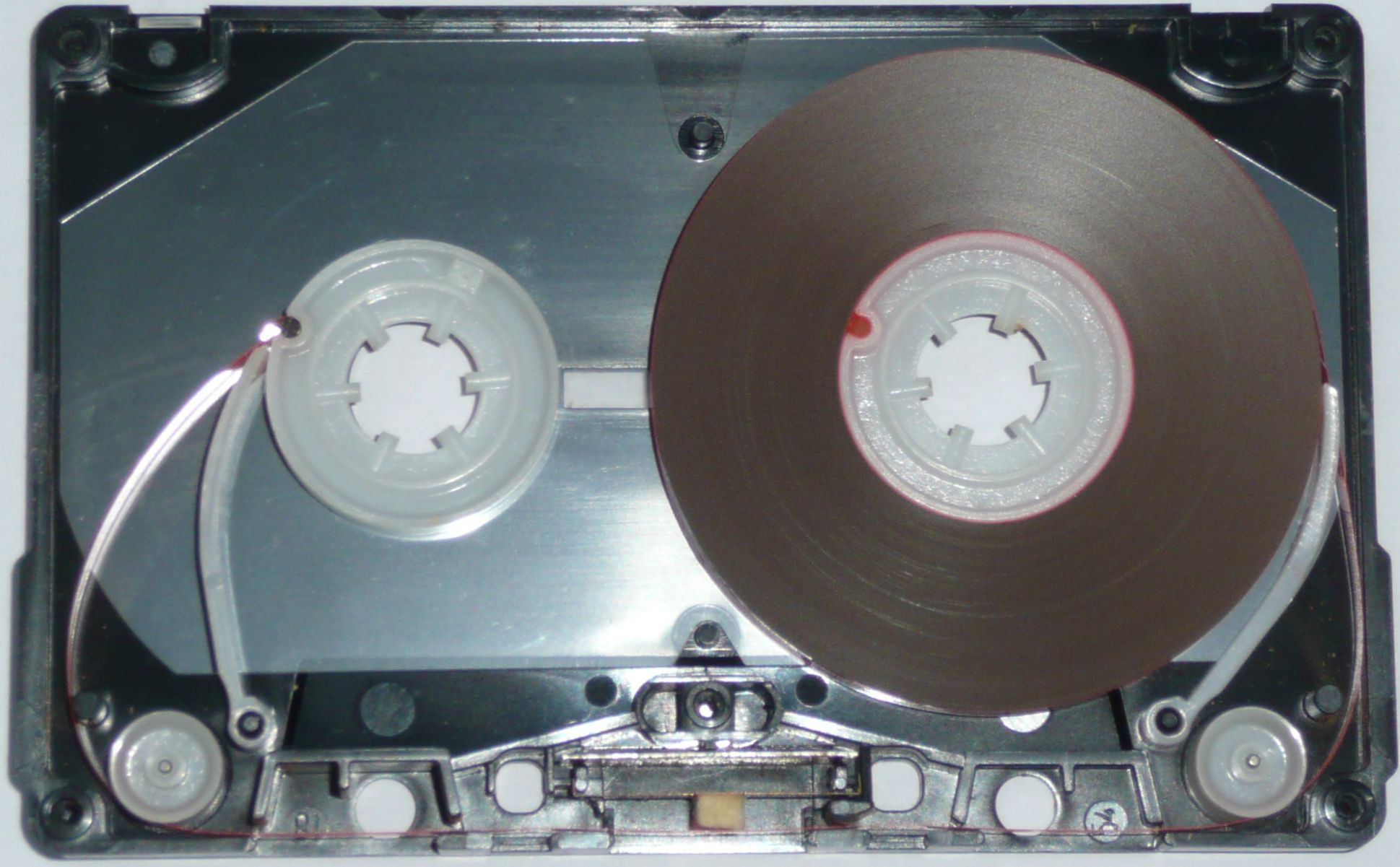
Внутреннее устройство компакт-кассеты.

Опираясь на успех EL 3585, инженеры Philips Hasselt разработали план создания портативного кассетного магнитофона. Новый продукт, получивший в коммерческом отделе название pocketrecorder (рус. «карманный магнитофон»), должен был стать дешёвым и небольшим по размеру и при этом иметь низкое энергопотребление батареи и приемлемое качество звука.
Существенную роль в проекте сыграл выбор кассеты. С 1959 года Лу Оттенс вёл переговоры с RCA об использовании их кассетной системы. Однако позднее он обнаружил, что система RCA не подходит для использования в компактных переносных устройствах из-за размеров кассеты и скорости ленты 9,5 см/с.
Было решено разработать небольшую кассету на основе кассеты RCA. Оттенс указал и размеры устройства воспроизведения. Он буквально понял задание на разработку и показал деревянный блок, который помещался в кармане его пиджака. Тот блок стал прообразом первого портативного кассетного магнитофона EL 3300. На основе размеров устройства воспроизведения Оттенс определил и формат кассеты. Он также выбрал ленту меньших размеров (подобную той, что уже использовалась в системе компании-конкурента — CBS) и более низкую стандартную скорость воспроизведения — 4,75 см/с.
Команда разработчиков проекта, возглавляемая Лу Оттенсом, состояла из 10-12 человек, в основном — молодых людей, имевших опыт разработки или производства магнитофонов и проигрывателей в Эйндховене.
Это была смешанная группа бельгийских и голландских техников. В команду вошёл талантливый конструктор и рисовальщик Ян Схунмакерс, имевший опыт работы на производстве. В распоряжении группы были лаборатории Philips в Эйндховене.
В 1961 году руководство Philips заключило соглашение о сотрудничестве с Grundig для создания высококачественного кассетного магнитофона, предназначенного для стационарного использования в гостиной. Прототипом проекта послужила однокатушечная кассета от CBS. Grundig и технические специалисты в Вене не знали о группе Оттенса и её разработках.
В 1963 году Philips решила представить проект команды из Эйндховена на международной выставке в Берлине. С учётом того, что разработки двух коллективов предназначались для различных рыночных ниш, руководство нидерландской компании до последнего момента не информировало Макса Грундига о существовании группы Оттенса. Всё же, перед самым мероприятием, немецкой стороне сообщили о команде из Эйндховена.